# Powiew
Powiew - bardzo słaby wiatr. Jego prędkość nie przekracza 2 m/s, powoduje on zmarszczki na wodzie, jest on słabo odczuwalny, dymy z kominów lekko się przechylają pod jego podmuchem. Na morzu powoduje maksymalnie 10 cm fale. Jest on traktowany jako pierwszy stopień w skali Beauforta.